# سيلينة مخروطانية
السيلينة المخروطانية  أو زعفر [بحاجة لمصدر] (باللاتينية: Silene conoidea) نوع نباتي يتبع جنس السيلينة من الفصيلة القرنفلية.

## الموئل والانتشار
موطنها بلاد الشام ومصر والمغرب العربي وقبرص وتركيا واليونان وفرنسا وإسبانيا.

## مرادفات للاسم العلمي
- (باللاتينية: Pleconax conoidea)